# Italo Mus
Joseph-Italo Mus (pron. AFI: [ʒozɛf‿italo mys]) (Châtillon, 4 aprile 1892 – Saint-Vincent, 15 maggio 1967) è stato un pittore italiano.

## Biografia

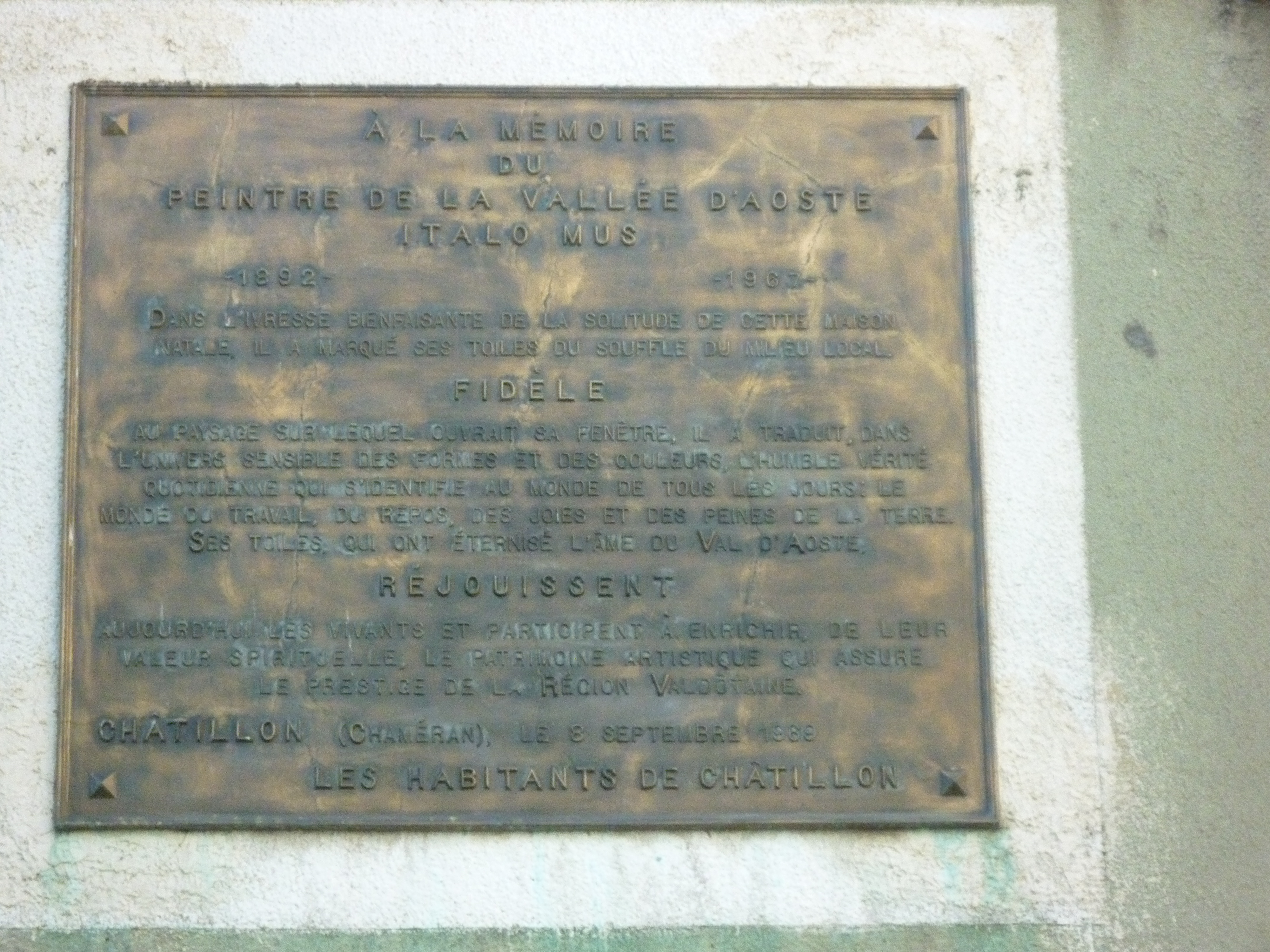
Targa dedicata a Italo Mus nel villaggio natale di Chaméran (Châtillon).

Nasce a Châtillon, nel villaggio di Chaméran, da Eugène Mus, scultore originario di Torgnon, e Martine Vallaise, discendente da una famiglia nobile di Arnad.
La formazione artistica del giovane inizia nella bottega del padre artigiano del legno.

### Percorso di studi
Nel 1910, il centro Internazionale delle belle Arti di Roma organizzò una rassegna alla quale parteciparono 27 maestri tra i più noti, quali Chagall, Raoul Dufy, Jean Cocteau e Picasso; in questa circostanza il giovane Italo Mus ebbe il suo primo successo e riconoscimento nazionale vincendo il Primo Premio al Salone dei Giovani Pittori.
Nel 1909, consigliato da Lorenzo Delleani, si iscrive all'Accademia delle Belle Arti di Torino e segue i corsi di tecnica della pittura e di disegno sotto la guida dei maestri Giacomo Grosso, Paolo Gaidano, Luigi Onetti e Marchisio, artisti fedeli alla tradizione, al culto dell'antico e secondo i quali era fondamentale saper disegnare le cose secondo il contorno reale e poi colorirle.
Molto legato alla Vallée Mus se ne allontanerá solo per brevi periodi, nel 1913 per lavori di affresco e restauro prima a Lione poi a Losanna e a Friesch, vicino a Briga.
Partecipa alla Grande Guerra e durante un trasferimento, nel 1920, conosce Giuseppina Crenna, che sposerà alla fine del conflitto e da cui avrà quattro figli.
Nel 1932 Mus realizza Il Monumento ai Caduti della prima guerra mondiale a Saint Vincent. L'opera, modellata in creta poi fusa in bronzo a Milano, raffigurava un Alpino con il fucile in mano che sorreggeva un compagno morto sulle ginocchia. Del monumento non resta alcuna traccia perché esso fu distrutto negli anni quaranta prima della seconda guerra mondiale per la raccolta del metallo.
Nel 1938 Guido Marangoni critico d'arte, vide le opere di Mus nel suo studio e ne rimase colpito tanto da scrivere un articolo sulla rivista d'arte Perseo, definendo Mus "pittore di grande talento". In quel periodo Mus conosce gli artisti più validi della sua generazione come Carlo Carrà, Antonio Ligabue, Pietro Morando e Francesco Menzio.
Per un periodo collabora nel suo studio di Saint-Vincent con De Pisis e nel 1956 alcuni suoi dipinti sono esposti a New York e Buenos Aires.
Alla metà degli anni sessanta, mentre era ancora in piena attività , venne colpito da una grave malattia che non gli permise più di lavorare e il 15 maggio 1967 morì a Saint-Vincent.
L'amministrazione comunale ricordando uno dei suoi figli più illustri gli ha dedicato la strada dove per molti anni Mus aveva avuto lo studio.
Una valle, un pittore: Italo Mus: con questo titolo il regista Gianpaolo Taddeini ha realizzato nel 1979 per la  RAI-Valle d'Aosta una fiction televisiva su testo di Ugo Ronfani che racconta la vicenda umana ed artistica di Mus.

### Percorso artistico
Italo Mus eseguì circa duemila lavori tra disegni, bozzetti, dipinti che variavano di soggetti, di tecnica e concezione e che vennero divisi dall'artista in tre periodi ben definiti.

#### Primo periodo
Tra il 1920 e il 1940 nascono le opere che caratterizzano maggiormente l'artista, sono di questi anni i meravigliosi  "interni, le fienagioni, i paesaggi e i balli" che raccontano scene della vita montanara della Valle d'Aosta.

#### Secondo Periodo
Tra il 1941 e il 1958 il tocco pittorico dell'artista subisce un cambiamento e i suoi dipinti diventano un pretesto per "fare del colore". Infatti la fantasia prevale sulla realtà e, inoltre, l'artista volle ispirarsi alla sgraffito sfruttando l'effetto del calco su carta velina.

#### Terzo Periodo
Tra il 1959 e il 1967 l'artista tenta un ritorno alle origini disegnando nuovamente con inchiostro e carboncino e si prepara ad eseguire bozzetti per grandi opere destinate ad edifici pubblici della valle.
Mus vuole riassumere in parte la sua attività pittorica e, in effetti,  ritroviamo nelle opere di questo periodo interni e fienagioni che rappresentano un popolo montanaro, fatto si della stessa umanità ma con caratteristiche diverse da quella dipinta nel primo periodo.
Nella sua lunga e operosa attività pittorica ebbe numerosi riconoscimenti tra i quali: il Premio Saint-Vincent (1922-1947-1949), Prix de la Montagne (Milano 1927), Premio Einaudi (1950), Premio Consiglio dei Ministri (Roma 1959), Premio Nazionale d'Arte Sacra (Roma 1960).

## Alcune opere
- La révolution des Socques, 1953 olio su tavola, Martigny in Svizzera, Foire exposition du Valais Romand;
- Polli Dignitosi, 1950, olio su tela, XXV Biennale di Venezia Palazzo centrale;
- Notre-Dame de Paris , 1947, olio su tavola, Parigi, Galleria Denis René;
- La Stia, 1951, olio su tavola, Quadriennale di Roma;
- Veduta del Cervino,(1930), olio su tela
- Natura morta con zucche,(1950), olio su tela
- Une Luge sur un pont enneigé,(1941), olio su tela
- La Fucina,(1934), olio su tela
- Trofeo della Regina,(1940), olio su tela
- Funghi e Cardi,(1938), olio su tela